# Nonnoso
Nonnoso (in greco antico: Νόννοσος?, Nónnosos; inizio VI secolo – fine VI secolo) è stato uno storico e diplomatico bizantino.

## Biografia
Nonnoso operò sotto l'Imperatore Giustiniano I.
Secondo quanto egli stesso sostiene, faceva parte di una famiglia di diplomatici. Infatti, suo padre, Abraham, era stato ambasciatore presso gli Arabi e anche suo zio, che portava il suo stesso nome, era stato inviato a capo di una missione diplomatica dall'Imperatore Anastasio I.

## Opere
Compose un'opera storica su una sua ambasceria, sopravvissuta solo in una forma condensata nella Biblioteca di Fozio. 
Nell'opera si parlava della sua missione nelle contrade del Mar Rosso, visitando il Regno di Axum, quello di Himyar e le zone arabe.
Il sovrano axumita, desideroso di buoni rapporti con Giustiniano, baciò il sigillo imperiale sulla lettera presentata da Nonnoso e accettò di condurre una guerra contro i persiani per conto di Giustiniano. 
In pratica, tuttavia, l'ambasciata di Nonnoso non riuscì a generare alcun significativo contributo militare da parte degli Axumiti.